# Дружба (Майнский район)
Дружба — посёлок в Майнском районе Ульяновской области России. Входит в состав Выровского сельского поселения.

## География
Посёлок находится в центральной части Ульяновской области, в зоне хвойно-широколиственных лесов, в пределах Приволжской возвышенности, на правом берегу реки Гордеевки, на расстоянии примерно 17 километров (по прямой) к северо-востоку от Майны, административного центра района. Абсолютная высота — 155 метров над уровнем моря.
Климат
Климат характеризуется как умеренно континентальный, с тёплым летом и умеренно холодной зимой. Среднегодовая температура воздуха — 4 — 4,2 °С. Средняя температура воздуха самого тёплого месяца (июля) — 19,5 °C ; самого холодного (января) — −11,8 °C. Среднегодовое количество атмосферных осадков составляет 310—460 мм, из которых большая часть (242—313 мм) выпадает в тёплый период.
Часовой пояс
Посёлок Дружба, как и вся Ульяновская область, находится в часовой зоне МСК+1. Смещение применяемого времени относительно UTC составляет +4:00.

## Население
| 2010 |
| ---- |
| 19   |

Национальный состав
Согласно результатам переписи 2002 года, в национальной структуре населения русские составляли 66 % из 41 чел.